# Dischisma squarrosum
Dischisma squarrosum là một loài thực vật có hoa trong họ Huyền sâm. Loài này được Schltr. mô tả khoa học đầu tiên năm 1899.